# Allen (South Dakota)
Allen is een plaats (census-designated place) in de Amerikaanse staat South Dakota, en valt bestuurlijk gezien onder Bennett County.

## Demografie
Bij de volkstelling in 2000 werd het aantal inwoners vastgesteld op 419.. Per hoofd van de bevolking is het de armste plaats in de Verenigde Staten.

## Geografie
Volgens het United States Census Bureau beslaat de plaats een oppervlakte van
10,2 km², geheel bestaande uit land. Allen ligt op ongeveer 1001 m boven zeeniveau. Allen ligt op circa 11 kilometer van de Pool van ontoegankelijkheid van Noord-Amerika, d.i. het punt dat het verste verwijderd ligt van enige oceaan.

## Plaatsen in de nabije omgeving
De onderstaande figuur toont nabijgelegen plaatsen in een straal van 36 km rond Allen.